# Noora Louhimo
Noora Louhimo (* 6. listopadu 1988 Rauma) je finská metalová zpěvačka, která zpívá v kapele Battle Beast. V srpnu 2012 nahradila Nitte Valo, která se zaměřila na svůj rodinný život. První singl s Louhimo, který kapela Battle Beast publikovala, Into the Heart of Danger, byl ve Finsku vydán 25. dubna 2013.
V červenci 2019 Louhimo oznámila, že natočí své první sólové album, které vyšlo 5. března 2021 pod názvem Eternal Wheel of Time and Space. Stejnojmenný singl a videoklip vyšel 5. února téhož roku.

## Diskografie

### S Battle Beast
- Battle Beast (2013)
- Unholy Savior (2015)
- Bringer of Pain (2017)
- No More Hollywood Endings (2019)
- Circus of Doom (2022)

### Sólová alba
- Eternal Wheel of Time and Space (2021)